# Jean de Lucmau de Classun
Jean de Lucmau de Classun, dit le sieur de Classun, né le 6 octobre 1598 à Classun, où il est mort le 10 mai 1653, est un ingénieur du roi, géographe et cartographe français.

## Biographie

### Famille
Jean de Lucmau de Classun naît le 6 octobre 1598 dans le château de Classun. Il est le fils de Jacques de Lucmau de Classu et de Jeanne Du Vaqué. Dans les documents qui le citent, il est nommé par son titre (sieur de Classun), mais son prénom et son nom (Jean de Lucmau) ne sont jamais mentionnés. Il épouse Fleurissante de Camon-Adou le 21 février 1621.  

### Carrière
Il réalise la plus ancienne carte connue du diocèse d'Aire à la demande de son évêque, Gilles Boutault. Elle est publiée à Paris en 1635 par le graveur Jean Boisseau. Il est également l'auteur d'une « carte du siège présidial Dax et sénéchaussée des Lannes et des sièges de Bayonne, Saint-Sever et Tartas qui en dépendent », accompagnée d'un plan de la ville de Dax et d'une légende y indiquant les principaux monuments. Elle paraît en 1638, en deux éditions : seule une est datée et signée,,. En 1638, le maréchal de France Frédéric-Armand de Schomberg le charge de « faire une carte bien exacte de toutes les villes et lieux de Guyenne ». Cette carte ne semble pas avoir été conservée, mais un « plan de la ville et citadelle de Perpignan » réalisé par le sieur de Classun en 1645 est dédié au maréchal. Il appartient à la « lignée des premiers géographes qui permirent l'essor de la cartographie française et qui, provinciaux pour la plupart, travaillèrent surtout à dessiner l'image de leur province ou de leur diocèse ».  
Protestant, il est sergent-major dans le régiment de Miossens dirigé par César d'Albret et ingénieur du roi. En juin 1650, les jurats de Dax lui demandent un avis « pour savoir les réparations et fortifications nécessaires afin de mettre la place en état de défence ». À la demande de son ami Antonin de Castelnau-Castille, souhaitant devenir chevalier de l'ordre du Saint-Esprit, il rédige un mémoire sur sa famille afin d'en prouver l'ancienneté. Il meurt le 10 mai 1653 (à 54 ans) à Classun. Son descendant, Louis de Lucmau, reçoit les lettres de bourgeoisie de la ville de Dax le 15 décembre 1723.

## Galerie

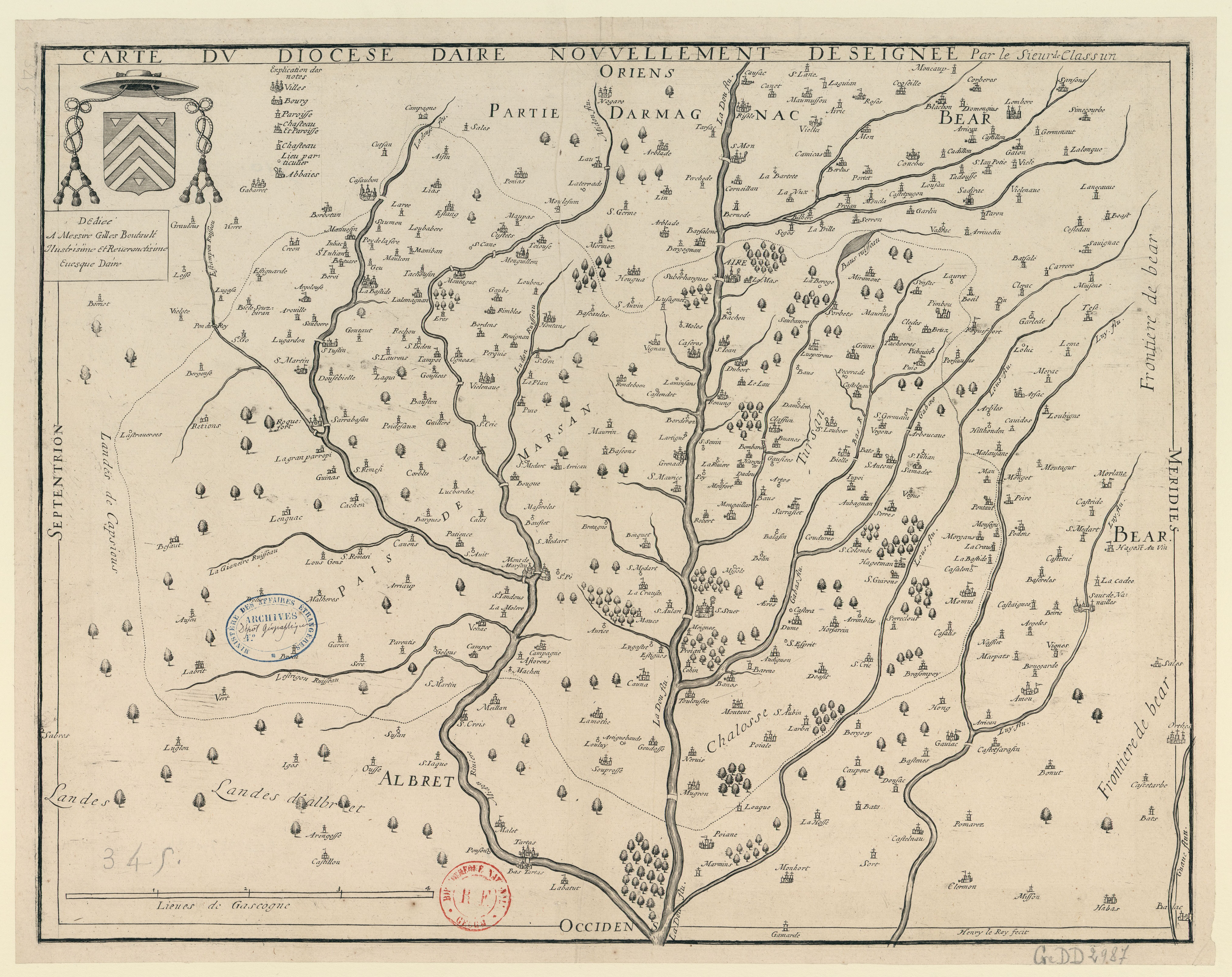
Carte du diocèse d'Aire nouvellement deseignée (1635).
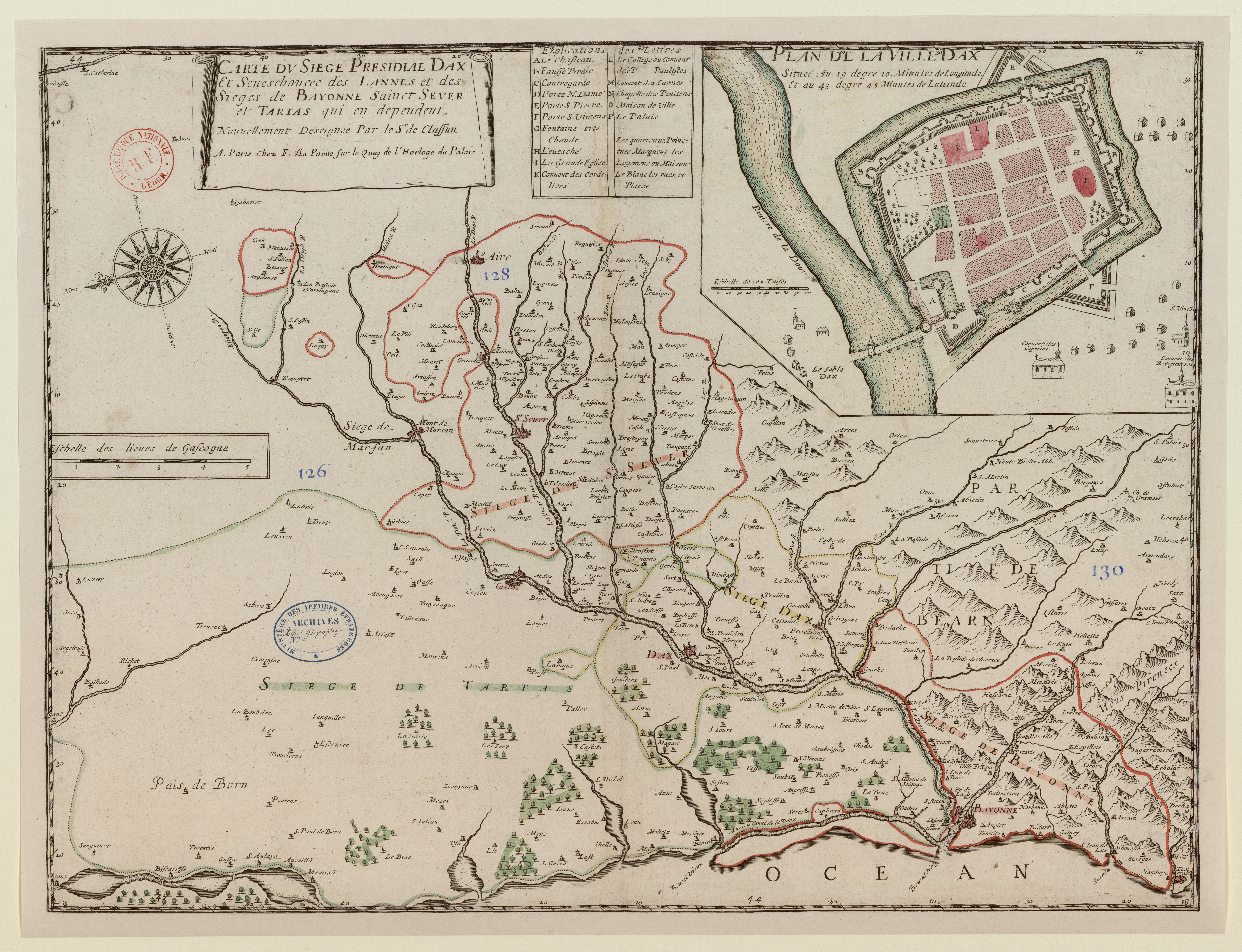
Carte du siège présidial Dax et sénéchaussée des Lannes et des sièges de Bayonne, Saint-Sever et Tartas qui en dépendent (1638).
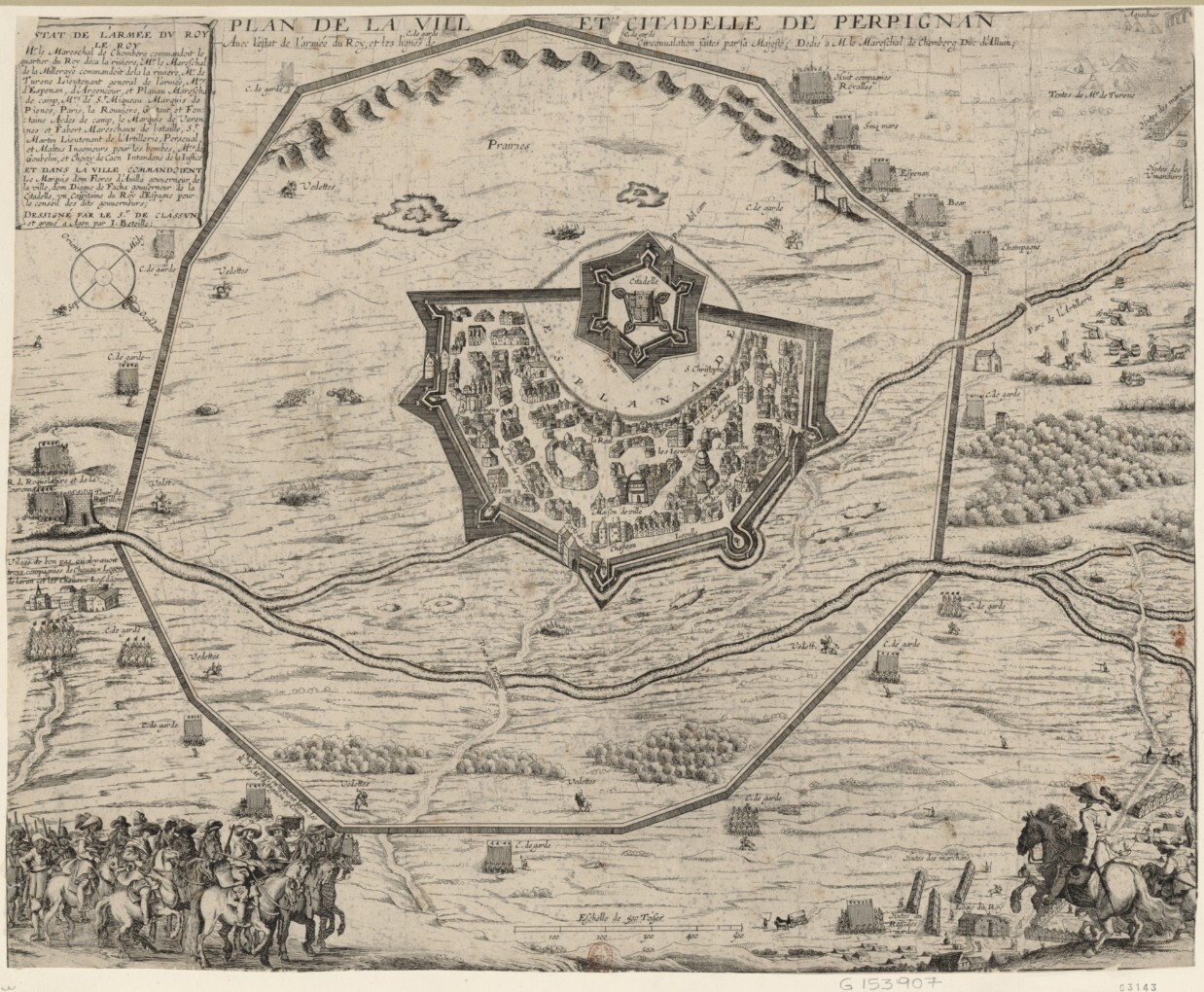
Plan de la ville et citadelle de Perpignan avec l'estat de l'armée du Roy et les lignes de circonvalation faites par Sa Majesté (1645)